# 48773 Davidrowe
48773 Davidrowe è un asteroide della fascia principale. Scoperto nel 1997, presenta un'orbita caratterizzata da un semiasse maggiore pari a 2,676813 UA e da un'eccentricità di 0,211047, inclinata di 10,502699° rispetto all'eclittica. Ha un diametro di 6,682 km.